# (73533) Alonso
(73533) Alonso es un asteroide perteneciente al cinturón de asteroides, descubierto el 25 de julio de 2003 por el equipo del Observatorio Astronómico de Mallorca desde  Costich.

## Designación y nombre
Designado provisionalmente como 2003 OC6 fue nombrado Alonso en honor a Fernando Alonso (n. 1981). Es el piloto de Fórmula 1 más exitoso del país. Con su victoria en el Gran Premio de Hungría de 2003 se convirtió entonces en el ganador más joven de la historia de la F1, con tan solo 22 años y 16 días. Su éxito ha generado “Alonsomanía” en España.

## Características orbitales
Está situado a una distancia media del Sol de 2,359 ua, pudiendo alejarse hasta 2,691 ua y acercarse hasta 2,026 ua. Su excentricidad es 0,141 y la inclinación orbital 5,564 grados: emplea 1323,08 días en completar una órbita alrededor del Sol.
Pertenece a la familia de asteroides de (4) Vesta.

## Características físicas
Su magnitud absoluta es 15,77.